# Новая улица (Пороховые)
Но́вая улица — улица в Красногвардейском районе Санкт-Петербурга. Проходит от улицы Коммуны до Лесной улицы параллельно Водопроводной и Набережной улицам. Улица была застроена деревянными домами (на 2017 год обитаемых домов на улице не осталось).

## История
Название присвоено в 1950-е годы и объясняется тем, что эта часть Пороховых застраивалась позже других. При возникновении улица была длиннее и начиналась от засыпанной ныне части реки Жерновки (Лапки). Этот участок был упразднён 16 октября 1978 года.

## Пересечения
- улица Коммуны
- Молодёжный переулок
- Лесной переулок
- Лесная улица

## Транспорт
Ближайшая к Новой улице станция метро — «Ладожская».
Движение наземного общественного транспорта по Новой улице отсутствует.

## Достопримечательности
- В непосредственной близости от улицы находится Ржевский лесопарк.